# Janet Watson
 Janet Vida Watson (* 1. September 1923 in Hampstead, England; † 29. März 1985 in Oxshott, England) war eine britische Geologin und Hochschullehrerin. Sie war Professorin am Imperial College London und wurde 1982 die erste Frau an der Spitze der Geological Society of London.

## Leben und Werk

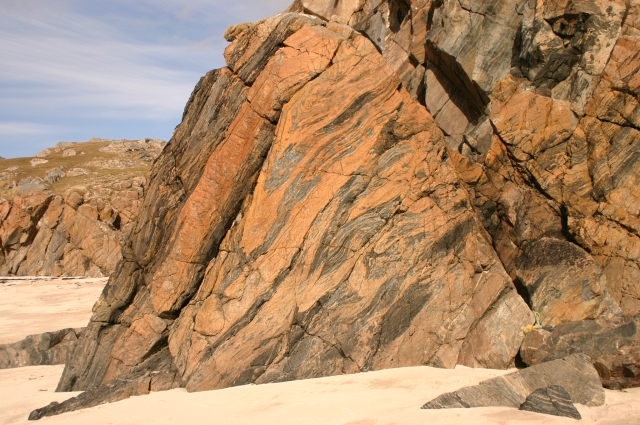
Verwitterter Gneis des Lewisian, 5 Kilometer nordwestlich von Lochinver

Watson war eine von zwei Töchtern des Paläontologen David Meredith Seares Watson und der Embryologin Katherine Margarite Watson. Sie besuchte in South Hampstead die örtliche High School und studierte bei dem Paläontologen H. L. Hawkins an der University of Reading, wo sie 1943 einen Abschluss in Biologie und Geologie erwarb. Während des Krieges forschte sie am National Institute for Research in Dairying, wo sie untersuchte, wie das Wachstum von Hühnern mit der Ernährung korrelierte, und unterrichtete dann Biologie an einer Mädchenschule in Bournemouth. Auf Empfehlung von Hawkins studierte sie dann ab 1945 am Imperial College, wo sie 1947 als Studentin bei Herbert H. Read zum Studium der Migmatiten nach Sutherland zog und ihren Abschluss in Geologie mit Auszeichnung erhielt. Read überzeugte sie, eine Studie über das Lewisian, die ältesten Felsen der britischen Inseln, durchzuführen. Die einzigartige Natur der Felsen erforderte, dass Watson und ihr späterer Ehemann Sutton eine neue Technik in der geologischen Forschung entwickelten. Sie promovierte 1949 bei Read. In demselben Jahr erhielt sie bis 1952 von der Royal Commission of the Exhibition of 1851 ein Senior Studentship, welches ihr ermöglichte, das Lewisianische Studium fortzusetzen und sich gleichzeitig mit dem Studium alter Gesteine in Tansania zu befassen.
Sie heiratete 1949 den Geologen John Sutton, mit dem sie zwei Töchter bekam, die beide bei der Geburt verstarben.
Im Jahr 1952 wurde sie zur Forschungsassistentin von Read ernannt, wurde 1974 Professorin am Imperial College und 1983 emeritiert.

## Forschung und Mitgliedschaften
Watson spezialisierte sich auf die präkambrische Geologie Schottlands, indem sie Feldforschung in Aufschlussgebieten durchführte. In den 1960er Jahren richtete sie ihre Aufmerksamkeit auf die Inselkette der Äußeren Hebriden, die größtenteils aus Lewisian besteht und nie systematisch vom Geological Survey vermessen worden war. Sie wandte sich 1970 an Kingsley Charles Dunham, den Direktor des Institute of Geological Sciences, und schlug eine Zusammenarbeit vor, um eine endgültige Karte der Äußeren Hebriden zu erstellen. Sie begann für die Kartierung mit den Geologen des British Geological Survey zusammenzuarbeiten, darunter die Geochemikerin Jane Plant. 
Von 1973 bis 1976 war Watson Mitglied des National Water Council. 1979 wurde sie Fellow der Royal Society, 1983 wurde sie in den Rat gewählt und sofort Vizepräsidentin. Sie diente als Gutachterin der Royal Society für das Natural Environment Research Council, saß in verschiedenen Ausschüssen und fungierte von 1980 bis 1984 auch als nationale Korrespondentin des Lithosphärenprogramms. Zusammen mit Sutton organisierte sie 1985 eine gemeinsame Delegation der Royal Society und der Geological Society zum Ministerium für Geologie und Bodenschätze in China zur Durchführung geowissenschaftlicher Studien und Aufbau einer Zusammenarbeit. 
Watson starb 1985 im Alter von 61 Jahren nach einer schweren Krankheit.

## Auszeichnungen und Ehrungen
- 1954: Lyell-Medaille (gemeinsam mit John Sutton)
- 1965: Bigsby Medal (gemeinsam mit John Sutton)
- 1973: Lyell-Medaille
- 1979: Clough-Medaille
- 1979: Fellow of the Royal Society
- 2009: der Hörsaal der Geological Society of London wurde nach ihr benannt
- seit 2016: Janet Watson Meeting der Geological Society. Die jährlich stattfindende Konferenz, auf der Geowissenschaftler ihre Forschung präsentieren.

## Veröffentlichungen (Auswahl)
- Late sillimanite in the migmatites of 1959 Kildonan, Sutherland. Geol. Mag. 85, 1948, S. 149–162.
- Evidence of mobility in reactivated base- ment complexes. Proc. Geol. Assoc. London, 78, 1967, S. 211–235.
- Post-Scourian metadolerites in relation to Laxfordian deformation in Great Bernera, Outer Hebrides. Scott. J. Geol. 4, 1968, S. 53–67.
- Northern Scotland as an Atlantic-North Sea divide. J. Geol. Soc. London, 142, 1985, 221–243.